# 大航海時代V
《大航海時代V》是光荣开发的一款航海探险主题游戏。它是《大航海时代IV》的续作。这部作品一开始是以网页游戏的形式登陆，开发者竹田智一。2014年3月18日日服正式上线。游戏中的城市设施有酒场、造船所和交易所等。玩家可在酒场中治疗、搜集情报，并与老板娘交往，造船所用来改装、升级船只，而交易所的投资能够促成城市发展。游戏中出场的真实历史人物包括达迦马、雷斯·欧玛蕾、玛丽·里德、唐·梵·奥斯托利亚、查爾斯·范恩、夏洛特·德·贝莉、巴巴羅薩·海雷丁、麥卡托、古斯塔夫‧阿道夫等。航海士系统是该游戏的一个特色，可以通过钻石抽取、奖券抽取、NP抽取、随机事件加入、活动赠送的方式获得新的航海士。
本遊戲已於2021年3月31日結束營運。